# Hromnice (okres Plzeň-sever)
Hromnice (název v jednotném čísle) je vesnice v jihovýchodní části okresu Plzeň-sever v Plzeňském kraji. Leží dvanáct kilometrů severovýchodně od Plzně. V celé obci žije přibližně 1 300 obyvatel, její katastrální území je 3622,45 hektaru. V samotné Hromnici žije okolo 420 obyvatel a její katastrální území je 1568,83 hektaru.
Vsí protéká říčka Třemošná, do které se zleva vlévá Býkovský potok (též nazýván Hromnickým potokem).

## Historie
První písemná zmínka o vesnici pochází z roku 1181 (Gromnicae).

### Těžba břidlice a její pozůstatky
Kraslický podnikatel Johann David Starck přenesl v roce 1802 své podnikatelské aktivity do minerálního závodu v Hromnicích. Prvním správcem dolů a chemické továrny v Hromnicích se stal v létech 1802–1830 jeho bratr Anton Starck (4. březen 1781 – 19. září 1830), Sichtmeister in Hromitzer Mineralbergwerke, a následně i jeho synovec Franz Anton Starck (24. únor 1815 – 21. července 1864), ředitel v Hromnicích od roku 1832 do 1864. Po ukončení těžby břidlice koncem 19. století se dochovala šedesát metrů hluboká těžební jáma, na jejímž dně se vytvořilo Hromnické jezírko, chráněné jako přírodní památka.

## Obyvatelstvo
| Rok            | 1869  | 1880  | 1890  | 1900  | 1910  | 1921  | 1930  | 1950  | 1961  | 1970  | 1980  | 1991  | 2001 | 2011 | 2021  |
| -------------- | ----- | ----- | ----- | ----- | ----- | ----- | ----- | ----- | ----- | ----- | ----- | ----- | ---- | ---- | ----- |
| Počet obyvatel | 1 851 | 2 153 | 2 063 | 2 057 | 2 233 | 2 118 | 2 210 | 1 564 | 1 474 | 1 311 | 1 162 | 1 028 | 986  | 986  | 1 231 |
| Počet domů     | 260   | 265   | 273   | 273   | 287   | 302   | 373   | 421   | 397   | 379   | 349   | 389   | 416  | 416  | 512   |

## Obecní správa

### Části obce
- Hromnice
- Chotiná
- Kostelec
- Nynice
- Planá
- Žichlice

Od 1. července 1980 do 23. listopadu 1990 k obci patřily i Nadryby (Nadryby se, již bez Kostelce, opět osamostatnily k 24. listopadu 1990).

### Obecní symboly
Znak a vlajka byly obci uděleny rozhodnutím předsedkyně Poslanecké sněmovny Parlamentu České republiky dne 13. května 2022.

## Pamětihodnosti
- Sousoší třech svatých – bylo postavené roku 1814 v souvislosti s těžbou a nachází se při cestě k Hromnickému jezírku. Tato pozdně barokní památka, která měla chránit horníky z nedalekého dolu před neštěstím, byla v roce 2007 restaurována. Tvoří ji socha Krista v životní velikosti uprostřed. Oděn je ve splývavé roucho s pokrčenou levou nohou, v levé ruce drží zeměkouli, pravá ruka je pozdvižena k žehnání. Vlevo stojí socha svatého Jana Nepomuckého v podživotní velikosti s křížem před levým ramenem. Vpravo od Krista stojí v poutnickém oděvu socha svatého Jakuba staršího. Ten je opatrovníkem, s mořskou škeblí ve znaku, ruce pozvednuty dopředu, pravá ruka drží hůl, nese vodu pro žíznivé a pomáhá lidem. Socha Spasitele je vyšší, stojí na lehce konvexním soklu s patkou a římsovou hlavicí, na trnoži zkřížená kladiva a na dříku nápis: IESUS DU WELT HEILAND SEGNE DIESES MINERALWERK BEHUTE ES VOR ALLEN UNGLUCK UND LEITE ALLE S ZU DESSEN BESTEN, což v překladu zní: „Ježíši, spasiteli světa, žehnej tomuto dolu, chraň ho před veškerým neštěstím a řiď všechno k jeho prospěchu“.
- Zemědělský dvůr Býkov
- přírodní památka Hromnické jezírko

## Rodáci
- Antonín Liška (1911–1998), český generál, pilot 312. československé stíhací perutě RAF, spisovatel[8][9]

## Okolí
Hromnice na severu sousedí se samotou Třebekov, na severovýchodě s hospodářským dvorem Třemošnice, na východě s Chotinou, na jihovýchodě s Žichlicemi, na jihozápadě s Českou Břízou a Třemošnou a na severovýchodě s hospodářským dvorem Býkov.

## Galerie

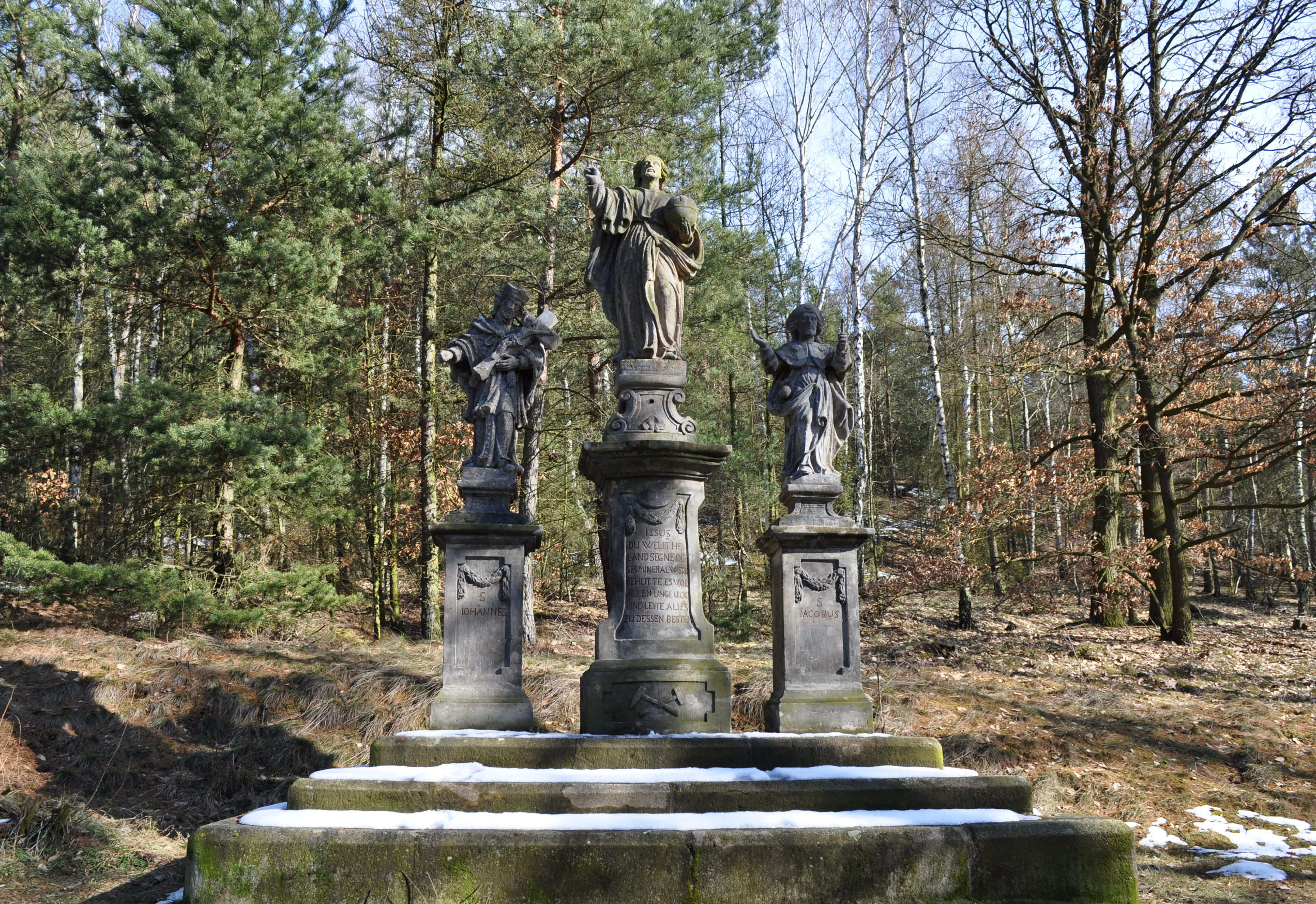
Sousoší Krista Spasitele, svatého Jana Nepomuckého a Jakuba Většího
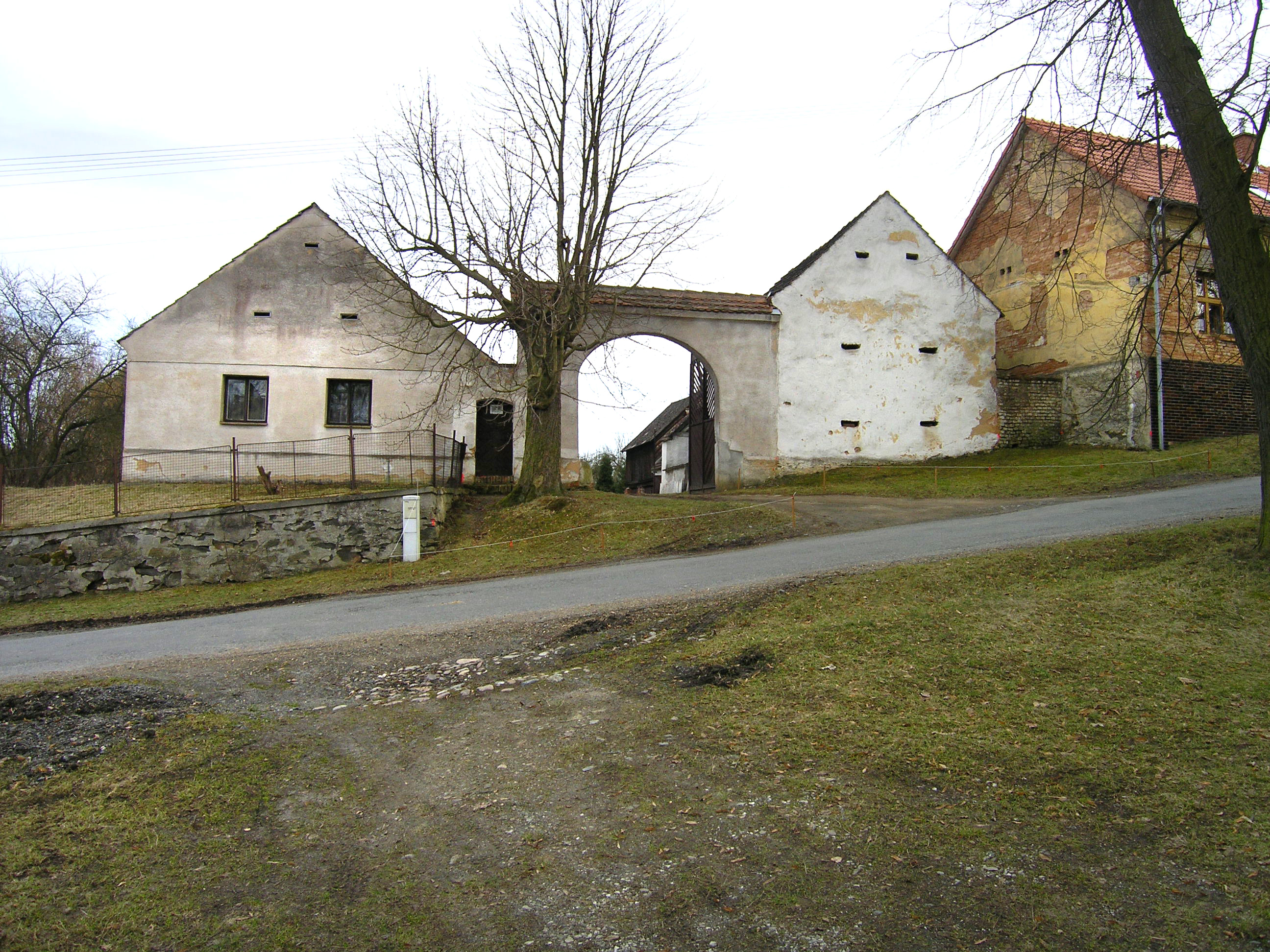
Starý statek
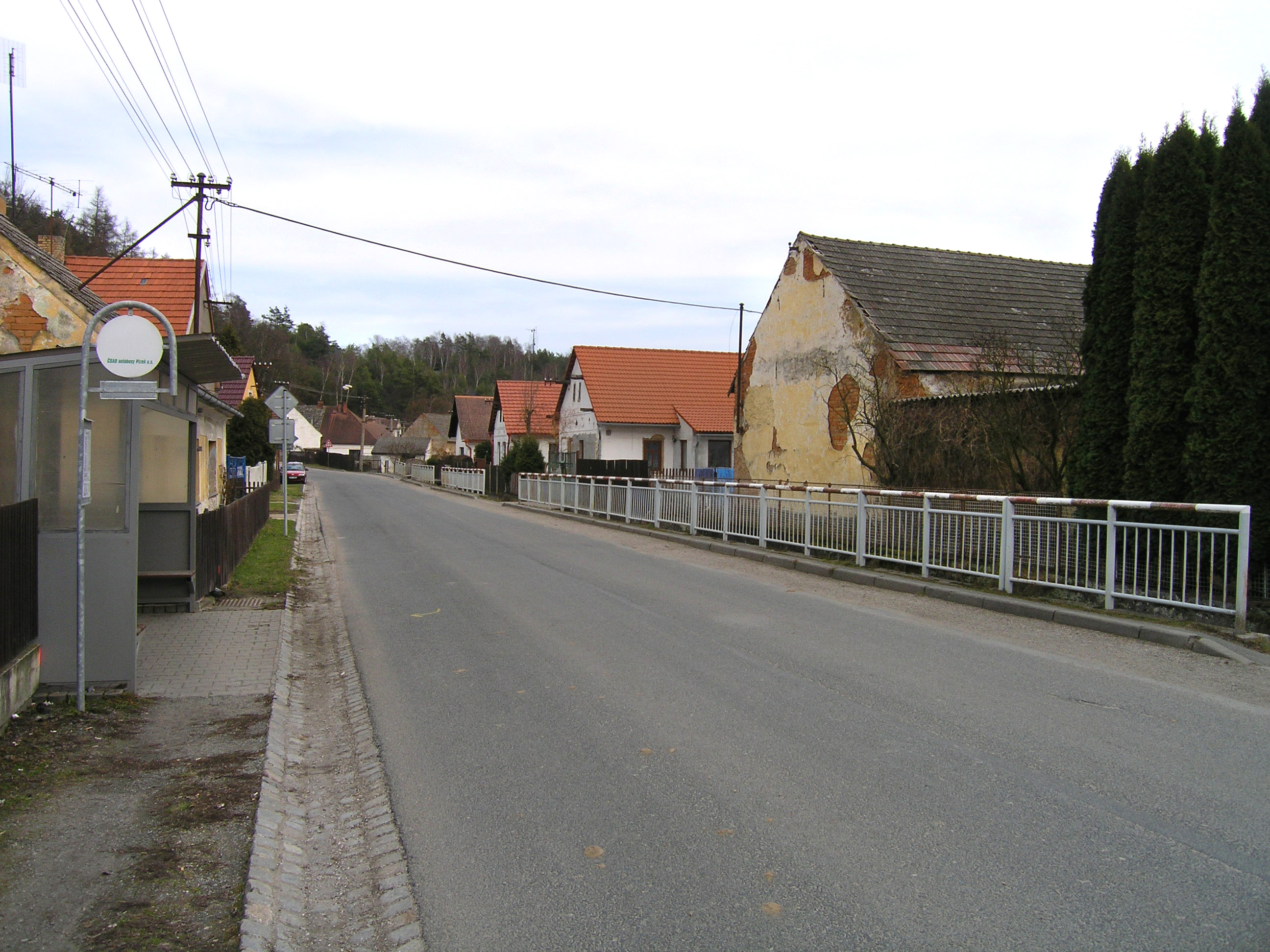
Dolní část Hromnice u potoka
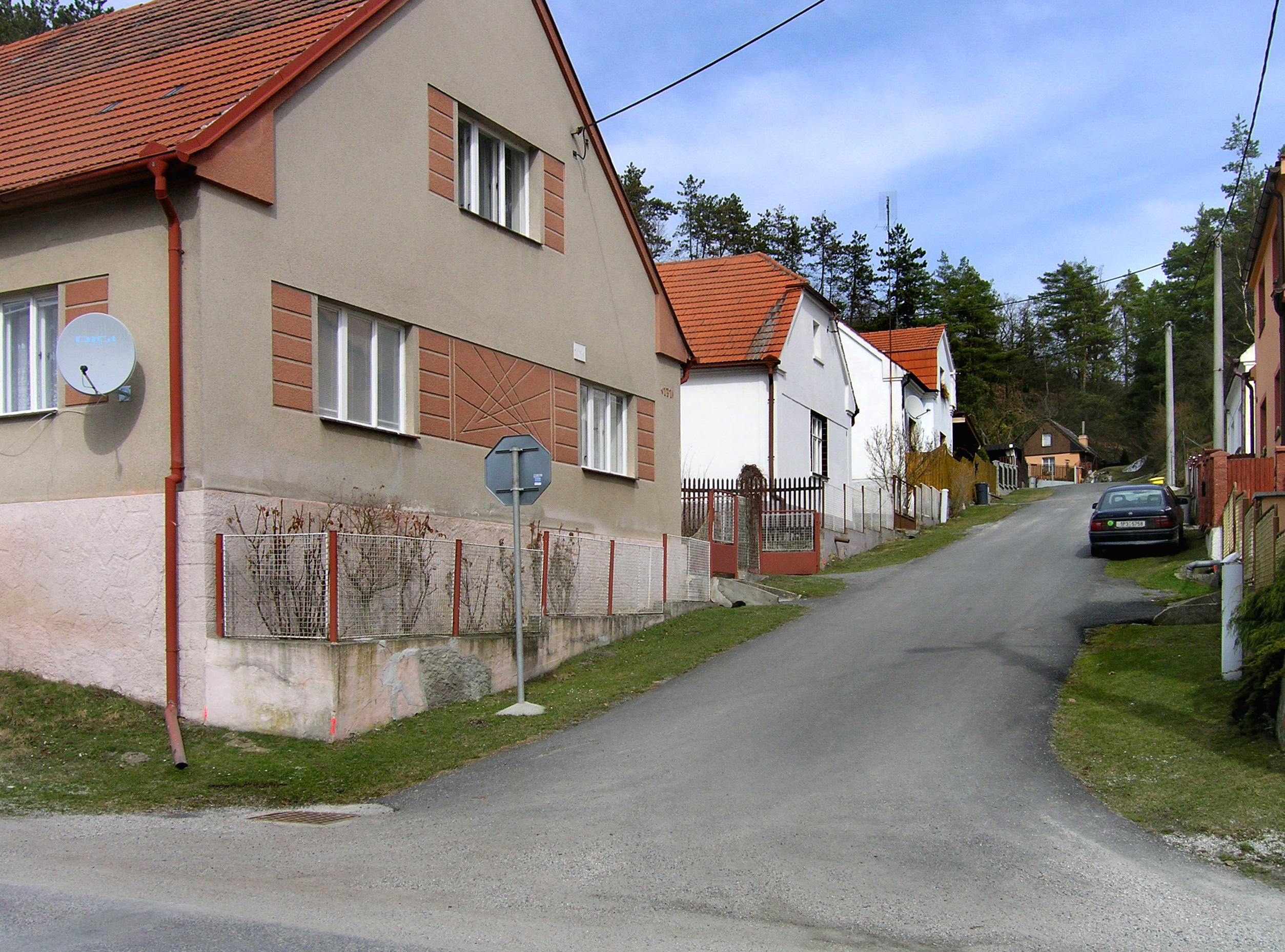
Část Habeš na severovýchodě